# Aldringham cum Thorpe
Aldringham cum Thorpe est une paroisse civile du Suffolk, en Angleterre.